# 广防风
广防风（学名：Epimeredi indicus，英文：Mint）为唇形科广防风属下的一个种。